# Santo Antônio do Sudoeste
Santo Antônio do Sudoeste este un oraș în Paraná (PR), Brazilia.